# Francisco Pi i Margall
Francisco Pi i Margall (* 29. April 1824 in Barcelona; † 29. November 1901 in Madrid) war ein spanischer liberaler Politiker und Schriftsteller der katalanischen Romantik. Er war 1873 Präsident der kurzlebigen Ersten Spanischen Republik.

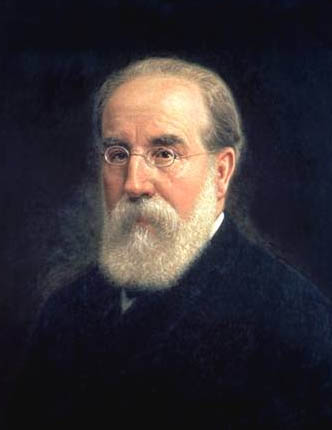
Francisco Pi i Margall

## Leben

### Jugend
Pi wurde am 29. April 1824 als Sohn eines Textilarbeiters in Barcelona geboren. Pis Vater schrieb ihn 1831 in einer kirchlichen Schule ein, wo er Latein und Theologie lernte. Er war Mitglied der Sociedad Filomática, was es ihm ermöglichte einige der wichtigen Schriftsteller und Denker der katalanischen Romantischen Bewegung zu treffen. 1837 begann er, nach Philosophie, Jura zu studieren und schloss 1847 ab. Er zog nach Madrid und begann für die Journale El Renacimiento (Die Wiedergeburt) und, als Theaterkritiker, für El Correo (Die Post) zu schreiben, in der auch Pis erster politischer Artikel erschien. Aus Geldmangel nahm Pi eine Stelle bei der katalanischen Bank Martí an.

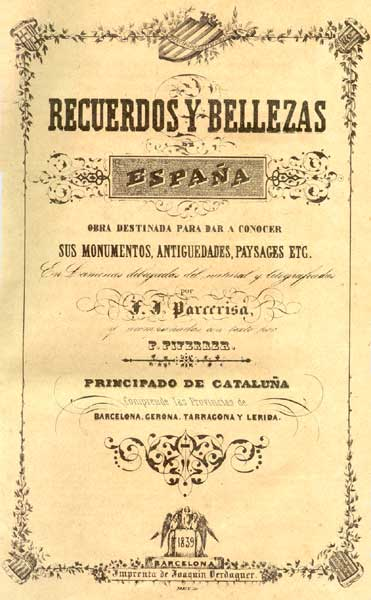
Einband der Recuerdos y Bellezas de España von 1839

1848 trug er zu den Kapiteln Katalonien, Sevilla und Granada bei und vervollständigte so die Recuerdos y Bellezas de España (Erinnerungen und Schönheiten Spaniens) des Dichters Pau Piferrer. Zu dieser Zeit kam er in Kontakt mit der republikanischen Strömung der spanischen Politik.
1851 verfasste er eine sehr erfolgreiche Geschichte der Malerei. Diese wurde allerdings wegen Andersgläubigkeit von Kirche und Staat verurteilt.

### Politisches Leben in der Monarchie
Pi war am Madrider Aufstand von 1854 beteiligt, die den liberalen Caudillo Baldomero Espartero wieder an die Macht brachte. Er veröffentlichte im selben Jahr La reacción y la revolución (Die Reaktion und die Revolution) die von Hegels Geschichtsphilosophie und dem Gedankengut des französischen Anarchisten Pierre-Joseph Proudhon beeinflusst war. 1856 gründete er das Journal La Razón (Die Vernunft), dessen Veröffentlichung zum Erliegen kam, als die moderate Regierung Leopoldo O’Donnells vom Reaktionären Ramón María Narváez gestürzt wurde. Er flüchtete ins baskische Gipuzkoa, bis er 1857 von Nicolás María Rivero um seine Rückkehr nach Madrid gebeten wurde, um an der republikanischen Zeitung La Discusión mitzuwirken. Während seiner Zeit bei La Discusión machte Pi die Bekanntschaft einer Reihe von Führern der Spanischen Republikanischen Bewegung, einschließlich des späteren ersten Präsidenten der Ersten Spanischen Republik, Estanislao Figueras. 1864 wurde er Redakteur der Zeitung.
Nach dem Aufstand in der Kaserne von San Gil floh Pi nach Paris, wo er Vorlesungen hielt, verschiedene Werke Proudhons übersetzte und mit dem französischen Positivismus in Verbindung kam. Er entwickelte Theorien zur Revolution und Geschichtsphilosophie, darunter auch den Glauben an eine unvermeidbare, fortschreitende und ständige Bewegung der Geschichte in Richtung größerer, durch Verfassungen verkörperter Freiheit. Während seines ganzen Lebens sollte Pi ein Verfechter republikanischer Ideen und sozialer Ziele bleiben.
Pi kehrte 1868 nach dem Erfolg der „Glorreichen Revolution“ von 1868, aus dem Pariser Exil zurück. Er wurde zum Abgeordneten Barcelonas gewählt und war Mitglied der Cortes die 1869 die spanische Verfassung festlegten.
Während dieser Zeit wurde Pi zu einem respektierten Führer der Republikanischen Partei. Er wurde im März 1870 offiziell zum Fraktionsvorsitzenden ernannt. Kurz darauf verlor er diesen Posten durch parteiinterne Kämpfe über die Parteipolitik gegenüber der Pariser Kommune, die versöhnliche Politik gegenüber oppositionellen Gruppen und Wahlrückschläge. Er war ein Gegner der kurzen liberalen Regentschaft Amadeus I.

### Präsidentschaft und späteres politisches Leben
Als 1873 nach der Abdankung Amadeus I. die Erste Spanische Republik ausgerufen wurde, ernannte ihn ihr erster Präsident, Estanislao Figueras, zum Innenminister. Während seiner Amtszeit war Pi verantwortlich für den Kampf gegen den Kantonalismus. Nach Figueras' Rücktritt am 11. Juni 1873 wurde Pi zum Präsidenten gewählt. Er legte einen ehrgeizigen Reformentwurf vor, der eine strikte Trennung zwischen Kirche und Staat, eine Reorganisation der Armee, die Senkung der täglichen Arbeitszeit auf acht Stunden, die Beschränkung der Kinderarbeit, eine Landreform, die Abschaffung der Sklaverei, die Erweiterung des Rechts Vereinigungen zu bilden, neue Gesetze betreffend die Autonomie der Spanischen Regionen und kostenlose Schulpflicht vorsah. Während seiner Präsidentschaft wurde die Verfassung von 1873 vorgeschlagen, die allerdings nie verabschiedet wurde.
Seine Bekanntschaft mit Proudhon ermöglichte es Pi, die Beziehungen zwischen Republikanern und Sozialisten zu verbessern. Allerdings war es Pi unmöglich, in der Instabilität der Republik zu regieren. Am 1. Juli 1873 spalteten sich die Föderalisten und die radikalen Teile der Republikaner ab und erklärten die Regierung für illegitim. Nur eine Woche später kam es zu Aufständen in Alcoyi und Cartagena. Unter dem Druck der Cortes, die ihn der Schwäche und der Verbindung zum Kantonalismus bezichtigten, des Carlismus und des Aufstandes auf Kuba trat Pi am 18. Juli 1873, gut einen Monat nach Amtsantritt, zurück.
Nach dem Ende der Republik 1874 ließ Pi die Politik für ein Jahrzehnt hinter sich. Während dieser Zeit widmete er sich dem Schreiben. Nur wenige Monate nach dem Ende der Republik schrieb er eine Abhandlung über ihre Geschichte (La República de 1873). 1876 folgten ihr Las Nacionalidades (Die Nationalitäten) und Joyas Literarias (Literarische Schätze). Der erste Band seiner Historia General de América (Allgemeine Geschichte Amerikas) wurde 1878, La Federación (Die Föderation) 1880, Las luchas de nuestros días (Die Kämpfe unserer Tage) und Observaciones sobre el carácter de don Juan Tenorio (Anmerkungen zum Charakter Don Juan Tenorios) 1884 veröffentlicht.
1886 kehrte er in die Politik zurück und wurde zum Abgeordneten für Figueres gewählt. 1891 und 1893 erfolgte seine Wiederwahl. Er war in dieser Zeit, gemeinsam mit Estanislao Figueras, Manuel Ruiz Zorrilla, Emilio Castelar y Ripoll, und Valentí Almirall an der Zersplitterung der spanischen Republikanischen Bewegung beteiligt. Pi nahm 1878 am Kongress von Saragossa Teil der eine föderale, republikanische Verfassung vorschlug. 1894 nahm er an der Reformierung der Republikanischen Bewegung mit einem Manifest für die Föderale Partei Anteil. 1890 gründete er die Zeitung El Nuevo Régimen (Die neue Herrschaft), die sich für die Unabhängigkeit Kubas aussprach. Pis Werben für Föderalismus und regionale Autonomie verschafften ihm Beliebtheit bei den katalanischen Anarchisten.
Am 29. November 1901 starb Pi im Alter von 77 Jahren in Madrid.

## Werke
- La España Pintoresca, 1841.
- Historia de la Pintura, 1851.
- Estudios de la Edad Media, 1851. Erstveröffentlichung 1873.
- El eco de la revolución, 1854.
- La reacción y la revolución, 1855.
- Declaración de los treinta, 1864.
- La República de 1873, 1874.
- Joyas literarias, 1876.
- Las nacionalidades, 1877.
- Historia General de América, 1878.
- La Federación, 1880.
- Observaciones sobre el carácter de Don Juan Tenorio, 1884.
- Las luchas de nuestros días, 1884.
- Primeros diálogos, sin datar.
- Amadeo de Saboya, sin datar.
- Programa del Partido Federal, 1894.